# 橿原神宮
橿原神宮（かしはらじんぐう）是位在日本奈良縣橿原市畝傍山麓的神社。舊社格為官幣大社、勅祭社（現今神社本廳的別表神社）。
明治23年（1890年），為了紀念記紀中的初代天皇・神武天皇，在昔日神武天皇的宮殿（畝傍橿原宮）所在地創建。

## 设施和建筑
- 神道，有四个鸟居，第一鸟居高9.77米[2]、第二鸟居高10.51米[2]。在北神道和西神道各有一鸟居，有一神桥。

- 境内
  - 本殿[3]- 1855年（安政2年）建立。重要文化財。
  - 幣殿
  - 内拝殿
  - 外拝殿
  - 儀式殿
  - 神饌所
  - 神楽殿
  - 参集殿
  - 土間殿
  - 南神門・北神門
- 祈祷殿
- 文華殿 - 1844年（天保15年）建立。重要文化財。*勅使館・斎館
- 社務所
- 貴賓館
- 橿原神宮会館
- 崇敬会館
  - 養正殿
  - 宝物館
- 長山稲荷社
- 深田池 - 奈良時代修建。面積約4万9500m2[4]。
- 神饌田

## 事件
在日本京都、奈良等地的知名神社和寺院日前被發現有人惡意噴上油狀液體，包含奈良橿原神宮、安倍文殊院等都受到破壞。其他地區的神社和寺廟也遭殃，包括茨城縣的鹿島神宮、千葉縣的香取神宮。這些神社、寺院的大門、地板、賽錢箱等都受到了波及，有的寺院連佛像都慘遭毒手。據悉，在這之前其實就已經有多處日本名建築和佛像遭到潑油，而且這波的受害範圍更加擴大。

## 關連項目
- 神宮
- 天皇陵

## 出版文献
- 『神武天皇論』清水潔監修、橿原神宮庁、2020年。百三十年記念出版。
- 『橿原神宮史　続編』田浦雅徳監修、橿原神宮庁、2020年

- 「橿原神宮史」全3冊、1981-82年刊

## 外部連結
- 橿原神宮 Archive.today的存檔，存档日期2012-08-05

34°29′18″N 135°47′11″E / 34.48843°N 135.786453°E